# Le Roy (Minnesota)
Le Roy és una població dels Estats Units a l'estat de Minnesota. Segons el cens del 2000 tenia 925 habitants.

## Demografia
Segons el cens del 2000, Le Roy tenia 925 habitants, 411 habitatges, i 249 famílies. La densitat de població era de 558 habitants per km².
Dels 411 habitatges en un 24,8% hi vivien nens de menys de 18 anys, en un 49,6% hi vivien parelles casades, en un 7,1% dones solteres, i en un 39,2% no eren unitats familiars. En el 35% dels habitatges hi vivien persones soles el 19,7% de les quals corresponia a persones de 65 anys o més que vivien soles. El nombre mitjà de persones vivint en cada habitatge era de 2,24 i el nombre mitjà de persones que vivien en cada família era de 2,9.
Per edats la població es repartia de la següent manera: un 24,4% tenia menys de 18 anys, un 9,3% entre 18 i 24, un 25,9% entre 25 i 44, un 18,9% de 45 a 60 i un 21,4% 65 anys o més.
L'edat mediana era de 39 anys. Per cada 100 dones de 18 o més anys hi havia 93,6 homes.
La renda mediana per habitatge era de 34.286 $ i la renda mediana per família de 45.156 $. Els homes tenien una renda mediana de 29.792 $ mentre que les dones 18.125 $. La renda per capita de la població era de 17.446 $. Entorn del 3,6% de les famílies i el 6,7% de la població estaven per davall del llindar de pobresa.

## Poblacions més properes
El següent diagrama mostra les poblacions més properes.